# マーガレット (雑誌)
『マーガレット』 (Margaret）は、集英社が発行する日本の漫画雑誌。1963年4月創刊。毎月5日・20日発売。

## 概要
1963年、同年に休刊した『少女ブック』を前身に、作品を引き継いで『週刊マーガレット』として創刊された。漫画のほか、小説やファッションや写真や料理なども掲載。1968年には『アタックNo.1』（浦野千賀子）の連載が開始され、テレビアニメ化もされている。1970年代にも『ベルサイユのばら』（池田理代子）、『エースをねらえ!』（山本鈴美香）などの作品が連載。
1988年に月2回刊となり、誌名表記も『Margaret』に変更された。2007年には、12月発売号を初めて合併号として発行した。その後、2008年1月発売号、2009年2月発売号、2012年1月発売号も合併号として発行した。なお、『Sho-Comi』は毎年1月発売号を合併号とし、『花とゆめ』2019年4月20日発売分を10・11合併号とした。
2013年4月20日発売の10号で創刊50周年を迎えたが、同誌が早々に売り切れたことから、5月2日から6月4日までインターネットでの無料配信を行なった。
2023年5月19日、創刊60周年記念号「マーガレット」12号を発売。

## 略歴
- 1963年4月 - 総合少女週刊誌『週刊マーガレット』として創刊。創刊号はPR版として65万部を無料配布した[8][9][注釈 1]。
- 1964年 - 別冊として少女漫画誌『別冊マーガレット』創刊。
- 1967年
  - 少女漫画誌『デラックスマーガレット』創刊。コミックスレーベル「マーガレットコミックス」刊行開始。
  - お姉さん雑誌として総合雑誌『週刊セブンティーン』創刊。
- 1976年 - 少女漫画誌『プチ・マーガレット』創刊。
- 1978年 - 『マーガレット』の妹誌『プチ・マーガレット』と『りぼん』の妹誌『りぼんDX』を廃刊。両誌を母体に、少女漫画雑誌『ぶ〜け』創刊。
- 1982年 - 『別冊マーガレット』と共同編集で、少女漫画誌『ザ マーガレット』創刊。
- 1988年 - 週刊から月2回刊（5日・20日発売）へリニューアル。誌名表記を『Margaret』に変更。
- 1990年 - 『Margaret』から『マーガレット』に再変更。
- 2016年 - 『マーガレット』（1号）から『マ➰ガレット』に変更[10]。

## 歴代編集長
- 宮﨑紀貴[11]
- 勅使川原崇[1]

## 現在連載中の作品
※ 2025年7月4日（2025年15号）現在。作品名五十音順。
- あにまる荘202（森月あめ）：2019年8号 -
- かいじゅうの花束（雨花深衣）：2024年8号[12] -
- 鴨巣くんのお悩み相談室（しまあかね）：2023年19号 -
- きみとバラ色の日々（ひろちひろ）：2023年12号[5] - 2023年19号、2025年13号[13] -
- クズの正しい使い方（雨野もち）：2025年15号[14] -
- 恋するリップ・ティント（楠なな）：2024年20号[15] -
- センチメンタル キス（小森みっこ）：2020年10・11合併号[16] -
- 月と太陽のラブゲーム（めもこ）：2022年17号[17] -
- どうせ泣くなら恋がいい（日下あき）：2023年2号[18] -
- ピンクとハバネロ（里中実華）：2021年21号[19] -
- 不可抗力のI LOVE YOU（ほしの瑞希）：2023年17号[20] -
- まんなかのあいつら（三月よみ）：2025年13号[13] - ※短期集中連載[13]
- 四畳半のいばら姫（原作：佐藤ざくり、作画：吉田夢美）：2023年6号[21] -

### 不定期連載
- あざらし七変化（にとりささみ）：2015年5号 - 2017年16号、22号、2018年1号 - 不定期連載[22]
- 叶恋どうぶつえん（森月あめ）：2016年3・4合併号 - 不定期連載[23]

### 休載中
- Piyocolate（ひなきみわ）：2012年8号 - 休載中[24]
- 未来型恋愛男子46（桜田あおい）：2015年21号 - 休載中[25]

## 過去の主な連載作品

### あ行
- 愛が死ぬのは君のせい（桃森ミヨシ×鉄骨サロ）：2018年5号 - 2019年24号[26]
- 愛したがりのメゾン（里中実華）：2019年18号[27] - 2021年13号
- あいしてない、かも。（花野リサ）：2016年13号 - 2016年19号
- 愛!私立カップル学園♡（九間ハート）：2015年22号 - 2015年23号、2016年3・4合併号 - 2016年14号
- アイス ハピネス（岩ちか）：2014年11号 - 14号
- I Love you Baby（小森みっこ）：2014年3・4合併号 - 2015年9号
- 赤い爪あと（菊川近子）：1979年37号 - 1980年6号
- 赤い屋根のポプラ荘（富塚真弓）：1981年5号 - 1981年43号
- あかるい家族計画（吉川新）
- あくまでふたりはビジネスです（小村あゆみ）：2020年9号[28] - 2020年22号
- 悪魔とラブソング（桃森ミヨシ）：2007年2号 - 2011年9号
- 悪魔とラブソング アンコール（桃森ミヨシ）：2021年10・11合併号[29] - 2021年15号 ※短期集中連載[29]
- 悪魔にChic×Hack（種村有菜）：2016年8号 - 2016年21号
- 明日さよならの花が咲く（今井とまと）：2021年13号 - 2022年2号[30]
- 明日見凛には惑わされない（紅雨ぐみ）：2020年23号[31] - 2021年10・11合併号
- アタック№1（浦野千賀子）
- アナグラアメリ（佐藤ざくり）：2016年5号 - 2019年15号
- アナログドロップ（あいだ夏波）：2017年19号 - 2018年10号
- 兄が彼氏で、ごめん。（細堀ゆかり）：2020年16号[32] - 2021年19号
- あの子に恋する 山田に恋した（細堀ゆかり）：2016年21号 - 2017年10号
- あまくしびれて息もできない（花都ゆう）：2024年2号[33] - 2024年6号[34] ※短期集中連載[33]
- あまし あま色 あま恋路（須田かのん）：2016年15号 - 2016年18号
- 雨ふりラプソディ。（碧井ハル）：2017年3・4合併号 - 12号
- あやかし恋絵巻（新條まゆ）
- あやかしさんと異眼の花嫁（鹿乃まこと）：2019年17号 - 2020年10・11合併号
- あるいとう（ななじ眺）：2011年9号 - 2015年21号
- アンクールデッド（緒川あお）：2019年15号 - 2021年18号[35]
- A.【アンサー】（星川ハチ）：2015年15号 - 2016年2号
- いけないこと、しよ?（碧井ハル）：2018年8号 - 2019年6号
- イジワル方程式（ひない菜月）：2014年8号 - 14号
- 1月にはChristmas（岩館真理子）：1983年2・3合併号、4・5合併号
- 苺シンドローム（柚月こむぎ）：2019年9号 - 2020年1号[36]
- うしろにS子さん（森ゆきえ）：2017年19号 - 2019年6号
- 嘘つきミラージュ（上原世奈）：2017年15号 - 2017年18号
- うそつきリリィ（小村あゆみ）：2009年23号 - 2014年11号
- 嘘ドロップ（椛のぞみ）：2015年11号 - 2015年15号
- 浦島竜宮絵巻（大谷紀子）
- エースをねらえ!（山本鈴美香）：1973年2・3合併号 - 1975年5号、1978年4・5合併号 - 1980年8号
- エリート狂走曲（弓月光）：1977年31号 - 1978年45号
- おいしい男のつくり方（一条ゆかり）：1988年7号 - 1989年13号
- 王子様の下僕になりまして（めもこ）：2020年14号 - 2022年10・11合併号
- お江戸はねむれない!（本田恵子）：1991年3号 - 1992年12号
- お嬢様はお嫁様。（葉月めぐみ）：2007年16号 - 2013年7号
- otona・pink|otona♥pink（佐藤ざくり）：2007年13号 - 24号
- 乙女の放課後（安理由香）：2018年9号 - 2019年6号
- おにいさまへ…（池田理代子）：1974年12号 - 39号
- お願いミスターアイドル（森倉チロル）：2022年18号[37] - 2023年6号
- おやすみリバイバル（みやの真琴）：2019年19号[38] - 2020年3・4合併号
- オルフェウスの窓（池田理代子）第1部のみ：1975年4・5合併号 - 1976年32号
- 俺がつきあってやるよ（ほしの瑞希）：2016年16号 - 2016年19号

### か行
- カクカイのプリンス（如月あい）：2017年11号 - 2017年16号
- 覚悟はいいかそこの女子。（椎葉ナナ）：2014年5号 - 16号
- 影虎さんと呼ばないで。（桜田あおい）：2014年23号 - 2015年6号
- 片隅のハートビート（七里みと）：2024年3・4合併号[39] - 2024年12号[40] ※月1連載[39]
- 学校のおじかん（田島みみ）：2003年19号 - 2008年24号
- カテメン（竹内文香）：2012年19号 - 2013年2号、2013年10号→『ザ マーガレット』に移籍。
- カトちゃんケンちゃん（田辺真由美）
- 彼女が可愛すぎて奪えない（吉田夢美）：2019年17号 - 2022年7号[41]
- 彼氏サマにはあらがえない（須賀千夏）：2017年23号 - 2018年13号
- 彼まで♥（ラブ）km（原田妙子）：2000年7号 - 2003年9号
- 神様が恋をしろと言っている!（花松あやか）：2020年10・11合併号[16] - 2021年18号[35]
- 神様のえこひいき（小村あゆみ）：2017年8号 - 2018年11号
- 神推し!イケメンソウ（川又宙子）：2022年2号[30] - 2024年19号[42]
- ガラスの城（わたなべまさこ）：1969年3号 - 1970年49号
- 絡む想いのからまわり（竹内文香）：2021年20号[43] - 2022年12号
- KISSxxxx（楠本まき）：1988年13号 - 1991年19号
- キスで誓約（虹乃有禾）：2014年13号 - 2015年1号
- キッシ〜ズ（山田也）
- 君じゃなきゃダメなんだ。（田島みみ）
- 君繋ぎホタル（南谷郁）：2014年16号 - 22号
- キミとの時間（真白すず）：2017年11号 - 12号
- きみはこわれた王子くん（雪森さくら）：2017年21号 - 2018年11号
- 君はなにも知らない（花野リサ）：2015年5号 - 2015年19号
- 君をダメにするキス（遠山あちは）：2021年14号[44] - 2022年6号
- キミん家、あの星のトナリ?（仲咲細魚）：2016年22号 - 2017年5号
- 今日、先輩に告白します（足立原光莉×小野友里恵）：2015年16号 - 20号
- 希林館通り（塩森恵子）
- 銀の鬼（茶木ひろみ）
- 銀盤カレイドスコープ（原作：海原零、作画：長谷川潤）
- 空想スピンフラワー（藤宮あゆ）：2013年17号 - 2014年17号
- ケダモノ彼氏（藍川さき）：2012年23号 - 2016年11号
- 圏外バケーション（ゆず未来）：2022年15号[45] - 2023年2号
- 圏外プリンセス（あいだ夏波）：2014年14号 - 2016年12号
- こいきな奴らPartⅡ（一条ゆかり）：1986年37号 - 48号
- 恋々こい（しちみ）：2021年23号[46] - 2023年9号
- 恋する僕ら太陽系（川又宙子）：2019年1号 - 2019年3・4合併号、6号
- 恋の隣には悪魔がいる（吉田夢美）：2017年17号 - 2018年2号
- 恋煩いシークエンス（菜々川さらり）：2019年18号[27] - 2020年1号
- コズミック・レンズ（桜田あおい）：2014年7号 - 12号
- 小波ちゃんのささくれ（あいだ夏波）：2016年18号 - 2017年15号
- この男、不可視議につき。（須賀千夏）：2018年21号 - 2019年5号
- この教師、絶対わざと。（ゆず未来）：2020年20号 - 2022年10・11合併号
- この世界で生きにくい君へ（三上骨丸）：2014年6号 - 2015年6号
- 小松原が恋人になりたそうにこちらをみている!（かわにし萌）：2017年5号 - 2017年23号
- GOMIX（星川ハチ）：2016年23号 - 2017年8号
- コメットさん（横山光輝）：1967年28号 - 50号
- これは、本当にあった話です。（亜月亮）
- 婚約生（岩ちか）：2015年13号 - 2016年8号

### さ行
- さいはてのポラリス（ゆきら）：2019年6号 - 2019年17号
- サクラブリッツ（南谷郁）：2017年13号 - 2017年16号、19号 - 20号
- さすがにムリだよ亜門くん（竹内文香）：2023年8号 - 2024年2号
- さるとびエッちゃん（石森章太郎）：1965年47号 - 1966年8号
- Jewelry-はねと小鳥の素晴らしき日々-（岩ちか）：2017年18号 - 2018年7号
- シュガーボールダイアリー -坂高野球部恋愛日誌-（斎藤ジュリア）：2016年20号 - 2017年1号、2017年6号 - 2017年11号
- シュシュ恋（岩ちか）：2016年18号 - 2017年8号
- 瞬間グラデーション（ひろちひろ）：2017年10号 - 2018年15号
- ショートケーキケーキ（森下suu）：2015年23号 - 2019年7号
- 昭和アホ草紙あかぬけ一番!（亜月裕）：1985年17・18合併号 - 1987年
- 女子会・オブ・ザ・デッド（川又宙子）：2020年5号 - 2021年3・4合併号
- 白百合さんは思春期（星井うみ）：2020年8号[47] - 2020年19号
- 新アタックNo.1（リメイク版）（原作：浦野千賀子、作画：小沢花音）：2004年23号 - 2005年22号
- 神宮寺の密約（須田かのん）：2018年6号 - 2018年13号
- 森子物語（岩館真理子）
- スイッチガール!!（あいだ夏波）：2006年18号 - 2014年2号
- 酸いも甘いもキミとなら!（はなぶさかえ）：2022年23号 - 2023年5号
- ストレンジオレンジ（朝比奈ゆうや）
- スマッシュをきめろ!（志賀公江）：1969年33号 - 1970年36号
- 聖なる夜に×××（遠山あちは）：2020年1号[36] - 2020年13号
- セイフクの女王様（花松あやか）：2018年3・4合併号 - 2018年17号
- 絶愛-1989-（尾崎南）
- SWAN（有吉京子）
- 青春コミッション!（あだち）：2014年5号 - 18号
- 全力警察24時!（まあやん）：2021年5号 - 2024年23号[48]、2025年7号[49]
- ソドムの花にキラ星（碧井ハル）：2020年1号 - 2020年2号
- 空色レモンと迷い猫（里中実華）：2017年20号 - 2019年13号
- そんなことより今すぐあそぼ!（雨花深衣）：2022年15号[45] - 2023年3・4合併号[50]

### た行
- たいがー&どらごん〜幼馴染3人のおたわむれ日和〜（ほしの瑞希）：2022年5号[51] - 2023年8号
- 橙くんはひとりで寝られない（安理由香）：2019年21号[52] - 2021年12号
- たいへんよくできました。（佐藤ざくり）：2014年17号 - 2015年23号
- 食べ部にイイネ!（足立原光莉×小野友里恵）：2016年7号 - 2016年10号、12号 - 13号
- ダメ出し。（筒井旭）：2006年4号 - 19号
- タルトはいかが?（あきたにまさみ）
- 探偵ミステイク（森ゆきえ）：2013年16号 - 22号
- チャイルド・キャッスル（夕希実久）：2007年7号 - 19号
- Challenge Up!（鈴木手毬）：2016年9号 - 2016年20号
- チョロなと先パイ（杏野まこ）：2023年7号[53] - 2023年13号
- 月のしっぽ（上田倫子）
- CICA CICA BOOM（山本景子）
- 蝶よ美しく舞え!（菊川近子）
- つね子、どうした。（しまあかね）：2015年9号 - 2015年16号
- 椿町ロンリープラネット（やまもり三香）：2015年12号 - 2019年8号
- 円谷さん家（あだち）：2015年18号 - 2022年24号
- 蕾とメテオ（花松あやか）：2024年21号[54] - 2025年9号[55]
- つまさきだちのアリス（吉田夢美）：2018年9号 - 2019年7号
- つる姫じゃ〜っ!（土田よしこ）：1973年17号 - 1979年35号
- てのひらシャーベット（藤宮あゆ）：2015年14号 - 2016年10号
- 天使は二度、嘘をつく（望月深冬）：2019年3・4合併号 - 2019年17号
- トーキョー同居許可局（山田柚子）：2022年22号[56] - 2023年3・4合併号[50]
- 東京パレット（堀舞）：2016年6号 - 2016年10号
- トーキョーパンダ（桜美雪）
- 東京LACKs（碧井ハル）：2020年13号 - 2020年14号
- ときめいちゃってゴメンね?（椎葉ナナ）：2015年10号 - 2015年16号
- 年下の男の子（ひろちひろ）：2015年12号 - 2016年7号
- 友達ごっこ（竹内文香）：2007年19号 - 2011年9号
- 土曜日の絵本（川崎苑子）
- とるにたらない彼らの時間（澪織オリ）：2024年20号[15] - 2025年1号[57]

### な行
- 内緒のかわい子ちゃん（小坂奈津希）：2023年5号[58] - 2023年17号
- 菜の花の彼-ナノカノカレ-（桃森ミヨシ×鉄骨サロ）：2014年1号 - 2017年18号
- 虹と真珠たちへ（本田恵子）
- 虹野原で恋はできない（緒川あお）：2023年3・4合併号[50] - 2023年16号
- 日曜日は一緒に（一条ゆかり）
- 二度目の恋は、早水くんと（藍川さき）：2023年13号[59] - 2024年23号[48]
- にゃんころりん（ところはつえ）
- 夏の烙印（夏生ひばり）
- 猫と私の金曜日（種村有菜）：2013年5号 - 2015年24号
- 濃密ハニーブラッド（ひない菜月）：2020年6号 - 2020年18号

### は行
- バイバイ蜜針（里中実華）：2014年15号 - 18号
- バツイチJK（足立原光莉×小野友里恵）：2018年6号 - 2018年18号
- ハツカレ（桃森ミヨシ）：2003年11号 - 2006年23号
- 白球を叩け!（柿崎普美）：1979年25号[60] - 1980年14号[61]
- ハツコイメイズ（柚木こむぎ）：2021年1号[62] - 2022年14号
- はじめての鮫島くん（日下あき）：2019年20号 - 2020年10・11合併号
- 初恋ピエロ（みやの真琴）：2017年9号 - 12号
- 花になれっ!（宮城理子）
- はなむすび（南谷郁）：2014年6号 - 11号
- 花より男子（神尾葉子）：1992年7号 - 2003年17号
- パフェちっく!（ななじ眺）：2000年9号 - 2007年13号
- はやくしたいふたり（日下あき）：2020年12号[63] - 2022年24号[64]
- 春は短し恋せよ男子。（椎葉ナナ）：2018年7号 - 2019年10・11合併号
- 光の伝説（麻生いずみ）：1985年29号 - 1988年10号
- 美人はいかが?（忠津陽子）
- 雛鳥のワルツ（里中実華）：2015年2号 - 2017年10号
- 日々蝶々（森下suu）：2012年6号 - 2015年13号
- 秘密の花園先生（山田柚子）：2024年7号[65] - 2024年24号[66]
- ぴよぴよファミリア（愛田クレア）
- ひるなかの流星（やまもり三香）：2011年12号 - 2014年23号
- Boo Boo（よしまさこ）
- 復讐の王子と盟約の妃（伊佐ミナキ）：2019年22号[67] - 2020年14号
- ふたりで恋をする理由（ひろちひろ）：2018年24号 - 2023年1号[68]
- ふつうの恋子ちゃん（ななじ眺）：2016年1号 - 2020年2号[69]
- 黒婚-ブラマリ-（藍川さき）：2020年7号[70] - 2023年7号[53]
- 振り返れば彼がいる〜距離の近さは心の近さ〜（九間ハート）：2015年9号 - 2015年14号
- Full Dozer（小村あゆみ）：2015年1号 - 2015年18号
- ブレイク・カフェ（森ゆきえ） - 『ザ マーガレット』に移籍。
- ぺこはぴ（足立原ひかり×小野ゆりえ）：2019年14号 - 2019年24号[26]
- ベルサイユのばら（池田理代子）
- ベルサイユのばら エピソード編（池田理代子）：2013年13号 - 2018年5号
- ペルシャがすき!（青沼貴子）
- 放課後シアター（岩ちか）：2014年20号 - 2015年2号
- 僕だって、キスしたい。（細堀ゆかり）：2018年11号 - 2019年14号
- 僕に花のメランコリー（小森みっこ）：2015年17号 - 2020年1号[36]
- 僕の彼女は男前〜おかしな2人〜（九間ハート）：2014年15号 - 18号、21号 - 2015年3・4号
- 僕らはいつも（藤宮あゆ）：2007年23号 - 2013年5号
- 僕らの源氏姫（ひない菜月）：2015年3・4合併号 - 2015年10号
- ほれたはれたで（ほしの瑞希）：2016年24号 - 2017年9号
- ほねまる劇場（三上骨丸）：2012年11号 - 2013年20号

### ま行
- マーガレットちゃん（よこたとくお）
- マーくんとモモちゃん（しまあかね）：2013年24号 - 2015年6号
- マイルノビッチ（佐藤ざくり）：2011年2号 - 2014年10号
- ましてや佐野くんと恋なんて（小夏あこ）：2024年3・4合併号[39] - 2024年15号[71]
- まじめに!男女交際（桃伊いづみ）
- まみあな四重奏団（槇村さとる）
- 真夜中の執事たち −メイちゃんの執事 side B−（宮城理子）：2019年24号[26] - 2020年23号[31]
- 真夜中のステラリウム（花野リサ）：2017年12号 - 2017年24号
- マリア様がみてる（原作：今野緒雪、作画：長沢智）：2003年21号 - 2005年22号
- まりんとゆうれい（里中実華）：2012年14号 - 2013年13号
- まんかい!花男子（川又宙子）：2019年9号 - 2019年17号
- ミカド☆ボーイ（宮城理子）：2013年9号 - 2014年15号
- ミックスベジタブル（小村あゆみ）
- 碧川くん、かして。（あだち）：2014年23号 - 2015年8号
- みにあまる彼氏（ほしの瑞希）：2018年10号 - 2021年23号[46]
- 無法少女さっちゃん（貝ノ瀬遊海）：2016年15号 - 2016年24号
- 名探偵保健室のオバさん（宮脇明子）
- メイちゃんの執事（宮城理子）：2006年11号 - 2013年3・4合併号
- メイちゃんの執事DX（宮城理子）：2014年19号 - 2023年13号[59]
- メメントモリ（伊佐ミナキ）：2018年18号 - 2018年19号
- モジコイネネコイ（佐藤ざくり）：2019年23号[72] - 2022年15号[45]
- 「もっと、生きたい…」（原作：Yoshi、作画：安藤ゆき）
- モトサヤ（ほしの瑞希）：2017年16号 - 2018年5号
- モバカレ（小村あゆみ）：2019年7号 - 2019年18号
- 森のたくまさん（小村あゆみ）：2015年22号 - 2016年23号

### や行
- 矢神くんは、今日もイジワル。（藍川さき）：2016年17号 - 2019年19号[38]
- やっと君とめぐり逢えたんだ（雨花深衣）：2020年5号[73] - 2020年23号[31]
- ゆきの国から（柴田飛鳥）：2006年5・6号合併号 - 2008年3・4合併号
- 由良くんの10%には秘密がある（吉田夢美）：2016年11号 - 2016年24号

### ら行
- ラブハンターにご用心!（小暮ヨウ）：2019年19号[38] - 2021年10・11合併号
- ラブ♥モンスター（宮城理子）
- ラブラック（朝比奈ゆうや）：2007年22号 - 2008年5号
- ラリーゲーム（菜々川さらり）：2020年20号 - 2022年9号
- リョウ（上田倫子）：1995年13号 - 1999年17号
- 凛!（竹内文香）：2011年17号 - 2012年12号
- レモネード（田中美菜子）[74]
- 檸檬プラネット（葉月めぐみ）[75]

### わ行
- 私に愛を叫ばせて（小坂奈津希）：2024年9号[76] - 2025年3・4合併号[77]
- ワニのナミダ（星川ハチ）：2014年21号 - 24号
- 悪い子でもいいの（花野リサ）：2018年22号 - 2019年19号
- ワンショットロマンス（雨花深衣）：2023年14号[78] - 2023年24号 ※月1連載[78]

## 映像化作品

### アニメ化
| 作品                      | 放送年                   | アニメーション制作 | 備考                                 |
| ------------------------- | ------------------------ | ------------------ | ------------------------------------ |
| アタックNo.1              | 1969年 - 1971年          | 東京ムービー       | 総集編の劇場版あり                   |
| さるとびエッちゃん        | 1971年 - 1972年          | 東映動画           | 第1話の劇場版あり                    |
| エースをねらえ!           | 1973年 - 1974年（第1作） | 東京ムービー       | 第1話の映画版あり                    |
| エースをねらえ!           | 1978年 - 1979年（第2作） | 東京ムービー       | リメイク作品。タイトルに「新」がつく |
| ベルサイユのばら          | 1979年 - 1980年          | 東京ムービー       |                                      |
| ペルシャがすき!           | 1984年 - 1985年          | スタジオぴえろ     | タイトルは「魔法の妖精ペルシャ」     |
| 昭和アホ草紙あかぬけ一番! | 1985年 - 1986年          | タツノコプロ       |                                      |
| 光の伝説                  | 1986年                   | タツノコプロ       |                                      |
| つる姫じゃ〜っ!           | 1990年                   | アウベック         |                                      |
| おにいさまへ…             | 1991年 - 1992年          | 手塚プロダクション |                                      |
| 花より男子                | 1996年 - 1997年          | 東映アニメーション |                                      |
| マリア様がみてる          | 2004年                   | スタジオディーン   |                                      |
| 銀盤カレイドスコープ      | 2005年                   | カラク             |                                      |

| 作品             | 公開年          | アニメーション制作 | 備考 |
| ---------------- | --------------- | ------------------ | --- |
| エースをねらえ!  | 1979年          | 東京ムービー       | 総集編、テレビシリーズの劇場版、リメイクではない                                                                            |
| ベルサイユのばら | 1990年（第1作） | 東京ムービー       | テレビシリーズの再編集した作品として発表されたものだがリメイク版との区別のため記載 タイトルに「生命あるかぎり愛して」がつく |
| ベルサイユのばら | 2025年（第2作） | MAPPA              | リメイク版 |
| 花より男子       | 1997年          | 東映アニメーション | |

| 作品                      | 発売年          | アニメーション制作 | 備考                                   |
| ------------------------- | --------------- | ------------------ | -------------------------------------- |
| エースをねらえ!           | 1988年（第1期） | 東京ムービー       | 劇場版の続編。タイトルに「2」がつく    |
| エースをねらえ!           | 1989年（第2期） | 東京ムービー       | タイトルに「ファイナルステージ」がつく |
| 1月にはChristmas          | 1991年          | マジックバス       |                                        |
| 絶愛-1989-                | 1992年          | マッドハウス       |                                        |
| お江戸はねむれない!       | 1993年          | マッドハウス       |                                        |
| BRONZE ZETSUAI since 1989 | 1996年          | Production I.G     |                                        |
| マリア様がみてる          | 2006年 - 2007年 | スタジオディーン   |                                        |

| 作品       | 発売年 | アニメーション制作 | 備考                                     |
| ---------- | ------ | ------------------ | ---------------------------------------- |
| 絶愛-1989- | 1994年 | マッドハウス       | タイトルは「BRONZE KOJI NANJO cathexis」 |

### 実写化
| 作品                     | 放送年                      | 制作                                   | 備考                                                    |
| ------------------------ | --------------------------- | -------------------------------------- | ------------------------------------------------------- |
| おくさまは18歳           | 1970年 - 1971年（第1作）    | 大映テレビ室、TBS                      |                                                         |
| おくさまは18歳           | 2011年（第2作）             | N/A                                    | リメイク版                                              |
| スマッシュをきめろ!      | 1971年 - 1972年             | フジテレビ、東宝                       | タイトルは「コートにかける青春」                        |
| 美人はいかが?            | 1971年 - 1972年             | 大映テレビ、TBS                        |                                                         |
| ママはライバル           | 1972年 - 1973年             | TBS、大映テレビ                        |                                                         |
| ホールドアップ!          | 1985年                      | フジテレビ、テレパック                 | タイトルは「特別機動少女隊ホールドアップ!!」            |
| ボクの初体験             | 1986年                      | アズバーズ、フジテレビ                 |                                                         |
| 名探偵保健室のオバさん   | 1997年                      | テレビ朝日、ザ・ワークス               |                                                         |
| 花より男子               | 2001年（台湾ドラマ）        | CTS                                    | タイトルは「流星花園」                                  |
| 花より男子               | 2005年（国内ドラマ・第1期） | TBSテレビ                              |                                                         |
| 花より男子               | 2007年（国内ドラマ・第2期） | TBSテレビ                              | タイトルに「2（リターンズ）」がつく                     |
| 花より男子               | 2009年（韓国ドラマ）        | グループエイト                         | タイトルは「꽃보다男子」                                |
| 花より男子               | 2018年（中国ドラマ）        | 萌様影視制作                           | タイトルは「流星花園」                                  |
| 花より男子               | 2021年（タイドラマ）        | N/A                                    | タイトルは「F4 Thailand / Boys over flowers」           |
| アタックNo.1             | 2005年                      | テレビ朝日                             |                                                         |
| メイちゃんの執事         | 2009年                      | フジテレビ、共同テレビ                 |                                                         |
| パフェちっく!            | 2010年                      | N/A                                    | タイトルは「パフェちっく!〜スイート・トライアングル〜」 |
| スイッチガール!!         | 2011年 - 2012年（第1期）    | フジテレビ                             |                                                         |
| スイッチガール!!         | 2012年 - 2013年（第2期）    | フジテレビ                             | タイトルに「2」がつく                                   |
| 覚悟はいいかそこの女子。 | 2018年                      | ドリームプラス ワンダーヘッド          |                                                         |
| 春は短し恋せよ男子。     | 2023年                      | AX-ON（協力） R.I.S Enterprise（協力） |                                                         |

| 作品             | 配信年 | 制作                           | 備考 |
| ---------------- | ------ | ------------------------------ | ---- |
| ハツカレ         | 2006年 | N/A                            |      |
| パフェちっく!    | 2018年 | フジテレビ                     |      |
| マイルノビッチ   | 2021年 | オフィスクレッシェンド（協力） |      |
| 悪魔とラブソング | 2021年 | アバンズゲート                 |      |

| 作品                     | 公開年 | 配給 | 備考・出典                                                  |
| ------------------------ | ------ | ---- | ----------------------------------------------------------- |
| ベルサイユのばら         | 1979年 | 東宝 |                                                             |
| 花より男子               | 1995年 | 東映 |                                                             |
| 花より男子               | 2008年 | 東宝 | 国内テレビドラマの続編。タイトルに「F（ファイナル）」がつく |
| ひるなかの流星           | 2017年 | 東宝 | [ 81 ]                                                      |
| 覚悟はいいかそこの女子。 | 2018年 | 東映 | [ 82 ]                                                      |

## 姉妹誌・関連誌
- りぼん[4]
- 別冊マーガレット[3]
- デラックスマーガレット[4]
- プチマーガレット - 1976年、同年秋の号が発売され創刊[83]。季刊[84]。1978年、同年夏の号を最後に休刊[84]。創刊時は「スイートな女の子の新雑誌」を[83]、休刊号では「スイートな女の子のおしゃれな雑誌」を謳っていた[85]。
- ぶ〜け - 本誌と『りぼん』を母体とし、「マーガレットをりぼんで束ねてぶ〜け」として誕生[86]。
- ザ マーガレット[4][87] - 1982年2月に創刊。当初は不定期刊。1989年から隔月刊（奇数月刊）誌となるが、偶数月は増刊を発行し、実質的に月刊となる。1997年から正式に月刊となったが、2011年より隔月刊（偶数月刊）誌に戻した。その後、2020年より季刊誌化（3月（春号）、6月（夏号）、9月（秋号）、12月（冬号））された。24日発売（日曜、祝日の場合はその前日）。『マーガレット』、『別冊マーガレット』、『Cookie』、『Cocohana』、『YOU』、『りぼん』で活躍する漫画家の長編読み切りが主であるが、シリーズ作品や連載作品も掲載されている。
- にこいちマーガレット[88] - 2015年8月1日創刊。配信日の前月5日・20日に発売された紙版のマーガレット2号分をまとめて収録し、翌月1日に配信される電子書籍（編集上の都合により、紙版に掲載されている作品・記事が掲載されていない場合がある。）。「にこいち」とは「2号で1冊」という意味である[89]。
- デジタルマーガレット[90] - WEB雑誌。略称『デジマ』。毎週火金更新。オリジナル作品や集英社オレンジ文庫を始めとしたコミカライズ（大人向け作品を含む）を多く扱う。2025年1月31日をもって更新を終了し、連載作品は『リマコミ＋』、完結作品は『ゼブラック』へ移行した[91]。
- 異世界マーガレット[92] - WEBマンガ誌。ニコニコ漫画サイトで『デジタルマーガレット』の異世界＆ファンタジーのマンガを連載する[93]。

## 印刷証明付き発行部数
- 2008年4月 - 6月、125,000部[2]
- 2008年7月 - 9月、120,000部[2]
- 2008年10月 - 12月、118,334部[2]
- 2009年1月 - 3月、115,000部[2]
- 2009年4月 - 6月、110,000部[2]
- 2009年7月 - 9月、108,334部[2]
- 2009年10月 - 12月、104,500部[2]
- 2010年1月 - 3月、97,000部[2]
- 2010年4月 - 6月、91,000部[2]
- 2010年7月 - 9月、88,000部[2]
- 2010年10月 - 12月、88,000部[2]
- 2011年1月 - 3月、89,400部[2]
- 2011年4月 - 6月、76,500部[2]
- 2011年7月 - 9月、76,000部[2]
- 2011年10月 - 12月、75,000部[2]
- 2012年1月 - 3月、73,200部[2]
- 2012年4月 - 6月、72,000部[2]
- 2012年7月 - 9月、70,667部[2]
- 2012年10月 - 12月、66,667部[2]
- 2013年1月 - 3月、60,000部[2]
- 2013年4月 - 6月、60,834部[2]
- 2013年7月 - 9月、59,000部[2]
- 2013年10月 - 12月、58,000部[2]
- 2014年1月 - 3月、56,200部[2]
- 2014年4月 - 6月、54,000部[2]
- 2014年7月 - 9月、53,667部[2]
- 2014年10月 - 12月、53,667部[2]
- 2015年1月 - 3月、52,600部[2]
- 2015年4月 - 6月、51,167部[2]
- 2015年7月 - 9月、49,000部[2]
- 2015年10月 - 12月、48,000部[2]
- 2016年1月 - 3月、49,200部[2]
- 2016年4月 - 6月、48,167部[2]
- 2016年7月 - 9月、46,500部[2]
- 2016年10月 - 12月、44,333部[2]
- 2017年1月 - 3月、44,000部[2]
- 2017年4月 - 6月、42,333部[2]
- 2017年7月 - 9月、42,000部[2]
- 2017年10月 - 12月、42,000部[2]
- 2018年1月 - 3月、40,400部[2]
- 2018年4月 - 6月、39,667部[2]
- 2018年7月 - 9月、38,000部[2]
- 2018年10月 - 12月、35,083部[2]
- 2019年1月 - 3月、32,800部[2]
- 2019年4月 - 6月、30,800部[2]
- 2019年7月 - 9月、28,667部[2]
- 2019年10月 - 12月、27,500部[2]
- 2020年1月 - 3月、23,200部[2]
- 2020年4月 - 6月、20,000部[2]
- 2020年7月 - 9月、20,000部[2]
- 2020年10月 - 12月、23,333部[2]
- 2021年1月 - 3月、17,500部[2]
- 2021年4月 - 6月、17,500部[2]
- 2021年7月 - 9月、15,833部[2]
- 2021年10月 - 12月、15,917部[2]
- 2022年1月 - 3月、14,700部[2]
- 2022年4月 - 6月、14,100部[2]
- 2022年7月 - 9月、11,833部[2]
- 2022年10月 - 12月、11,000部[2]
- 2023年1月 - 3月、11,000部[2]
- 2023年4月 - 6月、11,800部[2]
- 2023年7月 - 9月、11,000部[2]
- 2023年10月 - 12月、12,333部[2]
- 2024年1月 - 3月、11,800部[2]
- 2024年4月 - 6月、11,800部[2]
- 2024年7月 - 9月、11,000部[2]